# 36è Festival Internacional de Cinema de Berlín
El 36è Festival Internacional de Cinema de Berlín va tenir lloc entre el 14 i el 25 de febrer de 1986. El festival va obrir amb Ginger i Fred de Federico Fellini, que va anar al festival fora de competició. L'Os d'Or fou atorgat a la pel·lícula alemanya Stammheim dirigida per Reinhard Hauff.
Al festival es va mostrar una retrospectiva dedicada a l'actriu i productora de cinema alemanya Henny Porten. Fou projectat el documental de nou hores de Claude Lanzmann Shoah sobre l'holocaust al Fòrum Internacional de Nou Cinema.

## Jurat

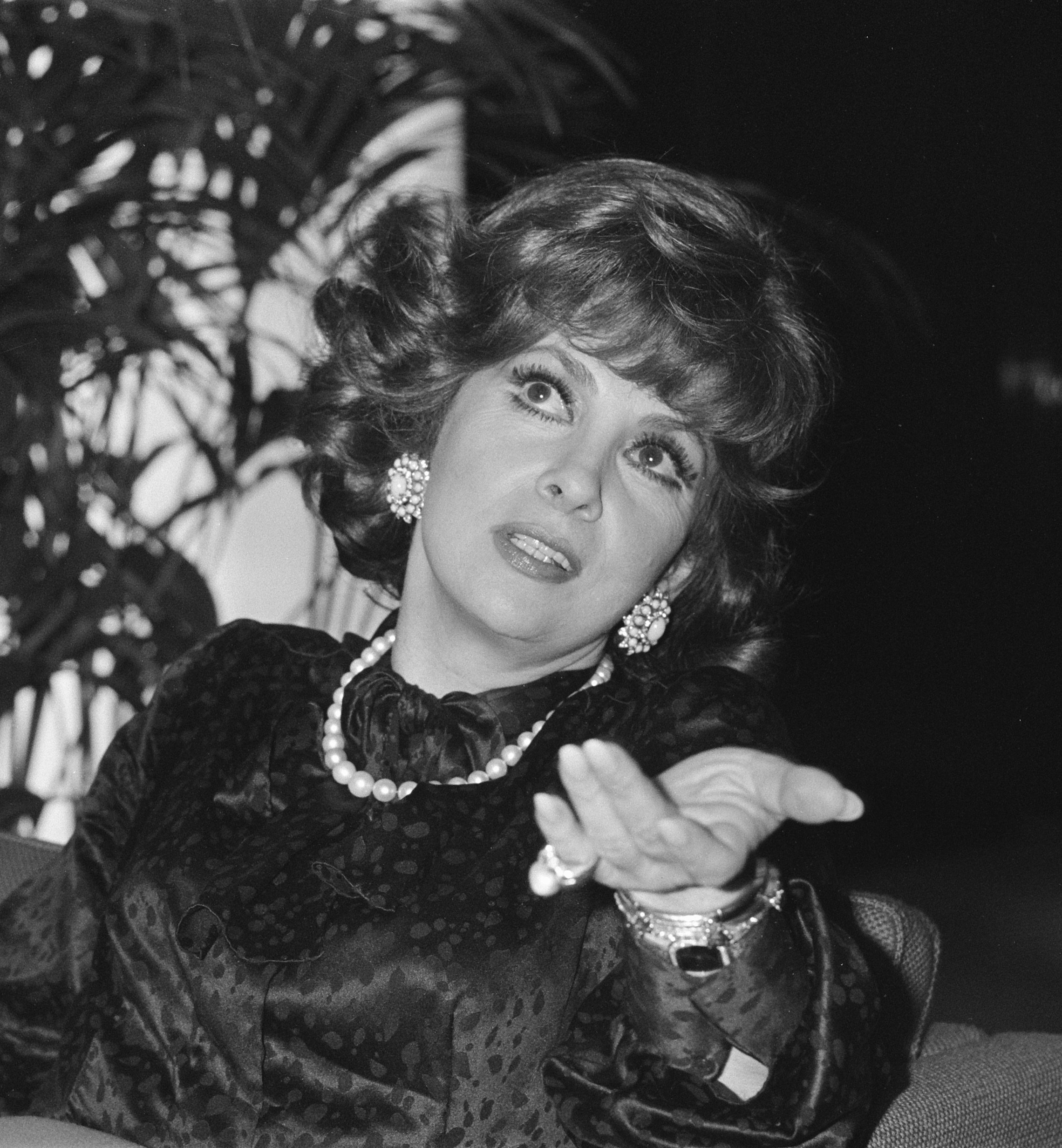
Gina Lollobrigida, president del jurat

El jurat del festival estaria format per les següents persones:
- Gina Lollobrigida (president)
- Rudi Fehr
- Lindsay Anderson
- August Coppola
- Werner Grassmann
- Otar Iosseliani
- Norbert Kückelmann
- Francoise Maupin
- Rosaura Revueltas
- Naoki Togawa
- Jerzy Toeplitz

## Pel·lícules en competició
Les següents pel·lícules van competir per l'Os d'Or:
| Títol original                                   | Director(s)           | País              |
| ------------------------------------------------ | --------------------- | ----------------- |
| Älska mej                                        | Kay Pollak            | Suècia            |
| Anne Trister                                     | Léa Pool              | Canadà            |
| At Close Range                                   | James Foley           | Estats Units      |
| L'Aube                                           | Miklós Jancsó         | Hongria           |
| Interno Berlinese                                | Liliana Cavani        | Itàlia, RFA       |
| Caravaggio                                       | Derek Jarman          | Regne Unit        |
| Un complicato intrigo di donne, vicoli e delitti | Lina Wertmüller       | Itàlia, RFA       |
| Első kétszáz évem                                | Gyula Maár            | Hongria           |
| Flucht in den Norden                             | Ingemo Engström       | RFA, Finlàndia    |
| Gilsoddeum                                       | Im Kwon-taek          | Corea del Sud     |
| Das Haus am Fluß                                 | Roland Gräf           | RFA               |
| Heidenlöcher                                     | Wolfram Paulus        | Àustria, RFA      |
| Hiuch HaGdi                                      | Shimon Dotan          | Israel            |
| A Hora da Estrela                                | Suzana Amaral         | Brasil            |
| Mania                                            | Giorgos Panousopoulos | Grècia            |
| La messa è finita                                | Nanni Moretti         | Itàlia            |
| Mon beau-frère a tué ma sœur                     | Jacques Rouffio       | França            |
| Pas în doi                                       | Dan Pița              | Romania           |
| Akhalgazrda kompozitoris mogzauroba              | Guiorgui Xenguelaia   | Unió Soviètica    |
| Rouge Baiser                                     | Véra Belmont          | França, RFA       |
| Skapa moya, skapi moy                            | Eduard Zahariev       | Hongria, Bulgària |
| Stammheim                                        | Reinhard Hauff        | RFA               |
| Teo el pelirrojo                                 | Paco Lucio            | Espanya           |
| Trouble in Mind                                  | Alan Rudolph          | Estats Units      |
| Yari no gonza                                    | Masahiro Shinoda      | Japó              |

## Premis
El jurat va atorgar els següents premis:
- Os d'Or: Stammheim de Reinhard Hauff
- Os de Plata - Gran Premi del Jurat: La messa è finita de Nanni Moretti
- Os de Plata a la millor direcció: Guiorgui Xenguelaia per Akhalgazrda kompozitoris mogzauroba
- Os de Plata a la millor interpretació femenina: 
  - Charlotte Valandrey per Rouge Baiser
  - Marcélia Cartaxo per A Hora da Estrela
- Os de Plata a la millor interpretació masculina: Tuncel Kurtiz per Hiuch HaGdi
- Os de plata per a un assoliment singular excepcional: Caravaggio
- Os de plata per a una aportació artística excepcional: Yari no gonza
- Menció honorífica: Pas în doi
- Premi FIPRESCI
  - Stammheim de Reinhard Hauff